# Aulax pallasia
Aulax pallasia är en tvåhjärtbladig växtart som beskrevs av Otto Stapf. Aulax pallasia ingår i släktet Aulax och familjen Proteaceae. Inga underarter finns listade i Catalogue of Life.